# Delivery Hero
Die Delivery Hero SE mit Sitz in Berlin ist ein börsennotierter Betreiber von Online-Bestell- und Lieferplattformen für Mahlzeiten, Lebensmittel und andere Waren des täglichen Bedarfs. Das Unternehmen ist in mehr als 40 Ländern tätig, aus Deutschland hat es sich weitgehend zurückgezogen.

## Geschichte

### Gründung und schnelles Wachstum
Delivery Hero wurde im Mai 2011 in Berlin von Niklas Östberg, Kolja Hebenstreit, Markus Fuhrmann und Lukasz Gadowski unter dem Namen RPG International Holding gegründet und im Laufe des Jahres in Delivery Hero umbenannt. Ziel war, ein globales Online-Netzwerk zum Bestellen von Essen zu schaffen. Zu den ersten Unternehmen, die unter dem Dach der Holding vereint wurden, gehörten OnlinePizza (Schweden, Österreich, Finnland und Polen) sowie die britische Plattform hungryhouse und die bereits zuvor von Claude Ritter und Nikita Fahrenholz in Deutschland gegründete Plattform Lieferheld, die im Laufe des Jahres 2012 vollständig von Delivery Hero übernommen wurden.
Das Wachstum des Unternehmens bis 2014 weckte das Interesse von Investoren, die im Jahr 2014 über 400 Millionen Euro investierten, was u. a. die Übernahme des deutschen Marktführers pizza.de im August 2014 und die Expansion in den südamerikanischen Raum ermöglichte. Im Februar und März 2015 erwarb das Berliner Internetunternehmen Rocket Internet in zwei Schritten für mehr als eine halbe Milliarde Euro einen Anteil von 38,5 % an Delivery Hero, hat allerdings keinen Sitz im Aufsichtsrat und kaum operativen Einfluss. Delivery Hero konnte sowohl den Marktführer im Nahen Osten, Talabat, als auch den türkischen Marktführer Yemeksepeti übernehmen. Nach weiteren Übernahmen im Jahr 2014 vereinbarte Delivery Hero mit dem Wettbewerber Foodpanda einen Verkauf von Geschäftsbereichen in bestimmten Ländern, umgekehrt übernahm das Unternehmen Bereiche von Foodpanda. Die Vereinbarung ermöglichte beiden Unternehmen, ihre jeweiligen nationalen Schwerpunkte zu stärken.
Die 589 Millionen Dollar für den Kauf von Yemeksepeti im Mai 2015 waren die höchste Summe, die bis dahin für eine Übernahme in diesem Segment gezahlt wurde. Nach der letzten Investitionsrunde im Juni 2015 wurde Delivery Hero mit 2,8 Milliarden Euro (3,1 Milliarden Dollar) bewertet und wies damit unter den privat finanzierten Internetunternehmen nach Spotify die zweithöchste Bewertung in Europa auf.

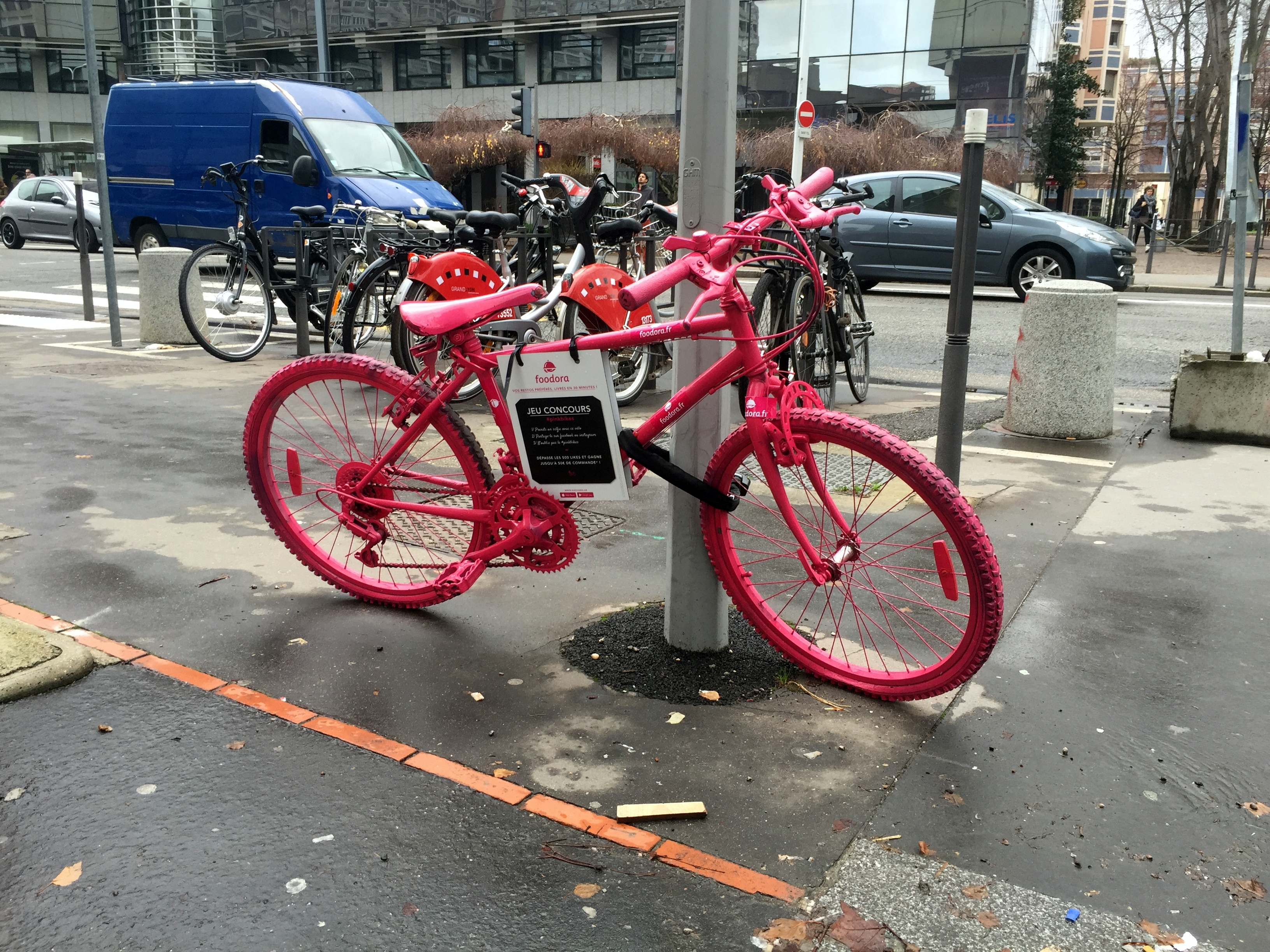
Fahrradwerbung für Foodora in Lyon, 2016

Im September 2015 übernahm Delivery Hero den Restaurant-Lieferdienst Foodora vom bisherigen Besitzer Rocket Internet. Der 2015 ins Leben gerufene Lieferdienst für Restaurants Valk Fleet wurde im März 2016 zugunsten der Konzentration auf Foodora geschlossen. Nach dem Kauf von Foodpanda im Dezember 2016 ordnete Delivery Hero sein Geschäft neu und verkündete daraufhin den Verkauf seiner Tochter Hungryhouse Holdings Limited an den Wettbewerber Just Eat für 240 Millionen Euro in bar und weitere 48 Millionen Euro bei Erreichen bestimmter Ziele. Im Frühjahr 2017 erwarb der südafrikanische Medienkonzern Naspers für 387 Mio. Euro rund 10 % von Delivery Hero, womit die Beteiligung von Rocket Internet auf 33 % sank. Im September erwarb Naspers von Rocket für rund 660 Mio. Euro weitere 13 %.

### Börsengang
Im Januar 2017 kündigte Östberg an, ab dem zweiten Quartal des laufenden Jahres bereit für die Börse sein zu wollen. Er strebte dabei laut manager magazin eine Bewertung von rund 3,5 Milliarden Euro an. Im Sommer 2017 wechselte Delivery Hero die Rechtsform von der GmbH zur AG. Im Juni 2017 wurde ein Börsengang im Frankfurter Prime Standard für die „kommenden Monate“ in Aussicht gestellt, und kurz darauf der 30. Juni als Termin und die Preisspanne von 22 bis 25,50 Euro festgelegt. Die angebotenen Aktien konnten an der Frankfurter Wertpapierbörse zu 25,50 € platziert werden. Bei rund 153 Millionen Altaktien und 19 Millionen zum Börsengang neu emittierten Aktien entsprach dies einem Unternehmenswert von 4,4 Milliarden Euro. Es handelte sich um den bis dato größten Börsengang des Jahres. Mit Gesamterlösen von 789 Millionen Euro war es der bis dato drittgrößte Börsengang eines Internetunternehmens in Deutschland.
Im September des gleichen Jahres übernahm Delivery Hero den südkoreanischen Lieferdienst Foodfly. Im November 2017 wurde das Unternehmen mit 6,5 Milliarden Euro bewertet. Delivery Hero steigerte 2017 seinen Umsatz um 60 Prozent auf 544 Millionen Euro.

### Übernahme, Verkäufe und DAX
Im Dezember 2017 verkaufte Delivery Hero das Tochterunternehmen Foodpanda India an den indischen Fahrdienstvermittler Ola. Delivery Hero erhielt im Gegenzug Firmenanteile an Ola. Seit März 2018 gehörte Foodarena.ch komplett zu Delivery Hero. Im Juni 2018 wurde dessen Verkauf an Takeaway.com bekannt gegeben. Im Juli 2018 wechselte das Unternehmen die Rechtsform von der AG in eine europäische Aktiengesellschaft (SE).
Anfang August 2018 kündigte Foodora den Rückzug aus Australien an, da man sich auf andere, chancenreichere Märkte konzentrieren wolle. Zuvor war das Unternehmen wegen der Arbeitsbedingungen seiner dortigen Fahrer kritisiert und sogar verklagt worden; wenig später meldete Foodora in Australien freiwillig Insolvenz an. Ebenfalls im Sommer 2018 tätigte Delivery Hero ein erstes Investment in den spanischen Konkurrenten Glovo. Im Dezember 2018 verkaufte das Unternehmen sein Deutschlandgeschäft an das niederländische Konkurrenzunternehmen Takeaway.com für Aktien und Barvermögen im Wert von 930 Millionen Euro.
Im August 2020 nahm Delivery Hero den Platz von Wirecard im DAX ein. Im September 2020 wurden die Aktivitäten von Glovo in Südamerika für bis zu 230 Millionen Euro übernommen. Im Dezember genehmigten die südkoreanischen Kartellbehörden die Übernahme des dortigen Marktführers Woowa Brothers; als Bedingung für die Übernahme stellten sie, dass Delivery Hero seine eigene Tochter Yogiyo verkauft, um eine Monopolbildung zu vermeiden, da die beiden Unternehmen zusammen sonst einen Marktanteil von 99,2 % hätten. Aber auch ohne Yogiyo kommt Woowa auf einen Marktanteil von 82 %. Die Übernahme kostete insgesamt 3,6 Milliarden Euro, davon 1,7 Milliarden in Bar und die übrigen Teile in Form von Aktien. Zur Finanzierung des Deals hatte Delivery Hero bereits im Januar zwei Wandelanleihen ausgegeben und eine Kapitalerhöhung über 2,3 Milliarden Euro in die Wege geleitet.
Im Sommer 2021 kehrte Delivery Hero über seine Tochter Foodpanda in einigen Städten auf den deutschen Markt zurück. 
Im Oktober 2021 beteiligte sich Delivery Hero mit 200 Mio. Euro an dem deutschen Konkurrenten Gorillas und erhielt dabei acht Prozent der Anteile. Dieses Investment erfolgt im Kontext einer Finanzierungsrunde von Gorillas. Im Dezember 2021 erklärte Delivery Hero den Rückzug seiner Eigenmarke Foodpanda vom deutschen Markt; seine Fahrradkuriere wurden von Gorillas übernommen. Im Dezember gab das Unternehmen bekannt, sich mit Ausnahme des „Innovationszentrums“ Berlin wieder aus Deutschland zurückzuziehen. Auch aus Japan, in dessen Markt Delivery Hero im September 2020 eingetreten war, zog sich das Unternehmen wieder zurück. Zum Jahresende 2021 wurde die Übernahme einer Mehrheit am spanischen Konkurrenten Glovo angekündigt, nachdem es sich bereits im März des Jahres an einer weiteren Finanzierungsrunde von Glovo beteiligt hatte (und im Gegenzug auch Aktivitäten in Osteuropa an Glovo veräußert hatte) und seither 44 % des Kapitals hielt; Glovo solle weiterhin über seine eigene Plattform in seinen Märkten tätig sein.

### Ausschluss aus dem DAX
Durch die Fast Entry-Regel der Deutschen Börse bei der Zusammenstellung des DAX stieg der Chemiekonzern Beiersdorf AG im Juni 2022 zum vierten Mal innerhalb von 15 Monaten in den Index der deutschen Hauptwerte auf. In der Konsequenz musste nach den Regeln der schwächste Konzern des DAX aus dem Index fallen, was zum Zeitpunkt der Entscheidung Anfang Juni 2022 Delivery Hero war.
Das Wirtschaftsmagazin Wirtschaftswoche stellte in einem Dossier auf die häufig gestellte Frage nach Gewinn und Geschäftsperspektive dem Unternehmen ein negatives Zeugnis aus, unter anderem weil Delivery Hero auch bei hoher Nachfrage in der Pandemie keinen Gewinn erwirtschaftet hatte, 2022 hohe Verbindlichkeiten auswies und auf Fragen der Journalisten bei der Zusammenstellung des Dossiers ausweichend reagiert hatte.

### Kartellstrafe der Europäischen Union
Wegen illegaler Kartellbildung in Gestalt von wettbewerbswidrigen Absprachen über Preise und Strategien mit der spanischen Firma Glovo verhängte die EU-Kommission im Mai 2025 eine Strafe in Höhe von 223 Millionen EURO; Glovo muss 106 Millionen EURO entrichten.

## Unternehmensprofil

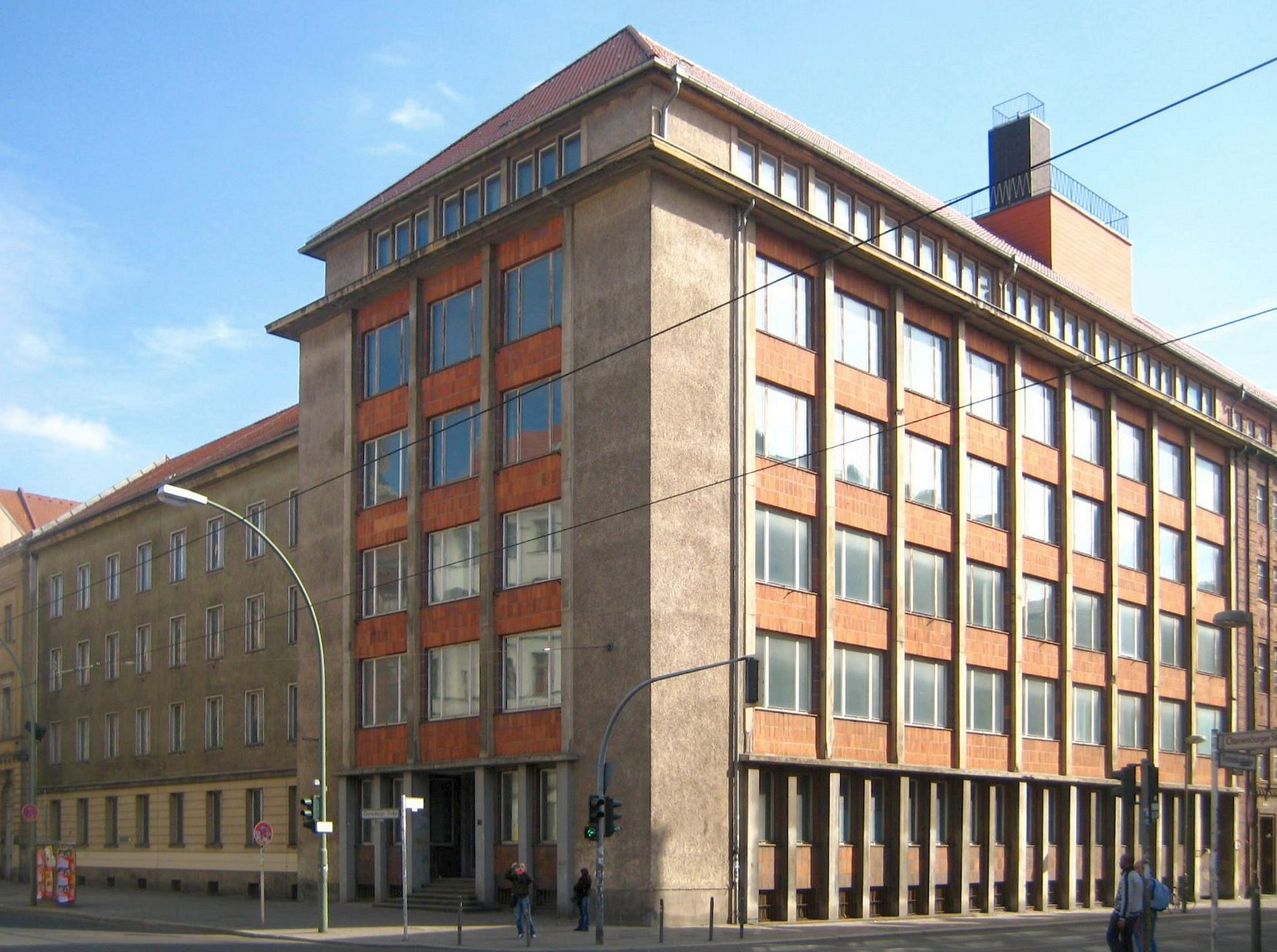
Sitz von Delivery Hero in Berlin (2010; vor dem Einzug)

### Geschäftsmodell
Die Tochterunternehmen betreiben unter unterschiedlichen Firmen- und Markennamen Online-Essenbestelldienste, bei denen Kunden an Restaurants und Lieferdienste vermittelt werden. Einnahmen erzielen diese Unternehmen, indem sie eine Monatspauschale für das Auflisten der Lieferdienste auf ihren Seiten erhalten und zusätzlich pro Bestellumsatz eine anteilige Provision berechnen.
Das Unternehmen hatte Mitte 2016 (nach eigenen Angaben) 200.000 Partner-Restaurants und wickelte monatlich 13 Millionen Bestellungen ab. Im Jahr 2017 ist das Unternehmen in etwa 40 Staaten aktiv, darunter Deutschland, Österreich, Schweden, Großbritannien, Türkei, Australien, Südkorea und verschiedenen Ländern Südamerikas und des Nahen Ostens. Delivery Hero beschäftigte im 1. Quartal 2017 insgesamt rund 12.100 Mitarbeiter, davon 6.800 Fahrer und 1.000 Personen am Hauptsitz in Berlin. Mitgründer und Geschäftsführer ist der Schwede Niklas Östberg, ein ehemaliger Unternehmensberater. Im Dezember 2017 hatte das Unternehmen 14.631 Mitarbeiter.

### Unternehmensführung
| Vorstand                                                       | Aufsichtsrat |
| - Niklas Östberg, Mitgründer und CEO - Emmanuel Thomassin, CFO | - Martin Enderle (Vorsitzender), Geschäftsführer der allmyhomes GmbH - Jeanette L. Gorgas, unabhängige Beraterin für Valor Equity Partners - Gabriella Ardbo, Mitarbeiterin der Foodora AB, Schweden - Nils Engvall, Mitarbeiter der Foodora AB, Schweden - Patrick Kolek (stv. Vorsitzender), Group Chief Operating Officer bei Naspers Limited - Gerald Taylor, Mitarbeiter der Delivery Hero SE |

Im Unternehmen wird paritätisch mitbestimmt, was allerdings erst nach einem Rechtsstreit durchgesetzt werden konnte.

### Akquisitionen und Beteiligungen
Delivery Hero erwarb seit seiner Gründung folgende Unternehmen bzw. Portale:
- 2014: PedidosYa – Lieferdienst-Vermittler aus Uruguay mit Diensten in Argentinien, Brasilien, Chile, Kolumbien, Mexiko, Peru und weiteren Ländern[57]
- 2014: Sinimanes – argentinischer Lieferdienst-Vermittler mit Diensten in Argentinien, Mexiko und Chile[58]
- 2014: ClickDelivery – kolumbianischer Lieferdienst-Vermittler mit Angeboten in Kolumbien, Städten in Argentinien und Peru[59]
- 2014: Subdelivery – brasilianischer Lieferdienst-Vermittler, spezialisiert auf Subway-Restaurants[60]
- 2015: Talabat – Lieferdienst-Anbieter aus Kuwait mit Angeboten in Kuwait, Saudi-Arabien, Vereinigte Arabische Emirate und weiteren Ländern. Kam als Beteiligung von Rocket Internet über Kapitalerhöhung zu Delivery Hero.[61][62]
- 2015: DameJidlo – Lieferdienst in der Slowakei und in Tschechien[63]
- 2015: Jidloted – Lieferdienst in Tschechien[63]
- 2015: Yemeksepeti – türkischer Lieferdienst-Vermittler mit Diensten auch in Griechenland, Saudi-Arabien, Libanon und weiteren Ländern[62]
- 2015: Suppertime Australia – Lieferdienst für Premium-Restaurants in Australien[64]
- 2016: Foodpanda – Rocket-Internet-Beteiligung, Lieferdienst mit Fokus auf Länder wie Indien, Pakistan, Bangladesch und Singapur[65]
- 2017: Carriage – Essenslieferdienst in Kuwait[66]
- 2017: Foodfly – Lieferdienst in Südkorea[67]
- 2018: Beteiligung an dem spanischen Lieferdienst Glovo[33]
- 2018: Foodarena – Lieferdienst in der Schweiz[29]
- 2019: Honest Food – Ghost-Restaurant-Kette[68]
- 2020: Woowa Brothers – Lieferdienst in Südkorea[69]
- 2020: InstaShop – in Dubai[70]
- 2020: Lateinamerikanische Aktivitäten von Glovo
- 2021: Beteiligung an Gorillas
- 2021: Aufstockung der Beteiligung an Glovo zu einer Mehrheitsbeteiligung[44]

Ehemalige Beteiligungen
- 2014–2019: Pizza.de – Bestellportal mit Fokus auf Deutschland[71]
- 2015: MyLorry, später umbenannt zu Food Express,[72] Insolvenz im November 2015[73]
- 2015–2019: foodora – Rocket-Internet-Beteiligung, spezialisierter Lieferdienst für Restaurants ohne eigenen Lieferservice mit Fokus auf Europa, Australien und Kanada[74]

## Kennzahlen
Die Unternehmenskennzahlen haben sich wie folgt entwickelt:
| Jahr                                | 2016  | 2017   | 2018   | 2019   | 2020   | 2021   | 2022   | 2023   |
| ----------------------------------- | ----- | ------ | ------ | ------ | ------ | ------ | ------ | ------ |
| Umsatz (in Mio. Euro)               | 297   | 544    | 665    | 1.238  | 2.472  | 5.856  | 8.577  | 9.942  |
| Operatives Ergebnis (in Mio. Euro)  | −147  | −262   | −243   | −661   | −916   | −1.655 | −1.497 | −840   |
| Ergebnis nach Steuer (in Mio. Euro) | −187  | −345   | −300   | −701   | −1.405 | −1.100 | −2.990 | −2.298 |
| Bilanzsumme (in Mio. Euro)          | 1.655 | 2.076  | 2.014  | 2.673  | 5.851  | 12.906 | 13.097 | 10.788 |
| Anzahl Mitarbeiter                  | 9.209 | 14.631 | 20.608 | 24.617 | 35.528 | 52.007 | 51.444 | 44.612 |

## Kritik
2018 geriet die Firma wegen der Arbeitsbedingungen der Fahrradkuriere in die Kritik. Die Bezahlung liege nur knapp über dem Mindestlohn, hinzu kommt, dass die Kuriere eigene Räder und Smartphones für ihre Arbeit nutzen müssen. Einen Betriebsrat gibt es lt. Süddeutsche Zeitung nur an ganz wenigen Standorten. Die Fluktuation in der Branche sei hoch, langfristig wolle den Job keiner machen. Nachdem sich in Kanada durch die Gründung einer Gewerkschaft und einen folgenden Sieg vor Gericht die Arbeitsbedingungen ändern sollten, zog sich Delivery Hero umgehend aus dem Land zurück.
Aktionärsschützer kritisierten 2020, dass nicht absehbar sei, ob das Geschäftsmodell langfristig Gewinne erzielen könne. Auch sei fraglich, ob das Unternehmen ausreichend kontrolliert werde.
Im Juli 2022 wurden die Geschäftsräume in Berlin von der Europäischen Kartellbehörde durchsucht. Es ging um den Verdacht eines Verstoßes gegen Artikel 101 des EU-Vertrags. Im September 2022 wurde in Spanien ein Bußgeld wegen Scheinselbstständigkeit an den Ableger Glovo von 79 Mio. € verhängt.
2024 berichteten Medien, dass mit Julia Bossmann eine Lobbyistin von Delivery Hero zeitgleich als steuerpolitische Referentin der FDP-Bundestagsfraktion arbeite. Laut taz sei sie somit direkt an Steuergesetzgebungsverfahren beteiligt. Da Bossmann in beiden Funktionen mit dem Themenfeld Steuerpolitik betraut sei, stelle dies einen „unfairen Wettbewerbsvorteil“ für das Unternehmen dar. Die Fraktion bestritt dies, Bossmanns Eintrag im Lobbyregister des Deutschen Bundestags sei aus Gründen der Transparenz freiwillig erfolgt. Sowohl Abgeordnetenwatch.de als auch Lobbycontrol verurteilten das Verhalten als unangemessen, die Grenzen zwischen Politik und Lobbyismus würden so nicht eingehalten. Nachdem Delivery Hero das Ausmaß der Situation und Doppelbeschäftigung erkannt hatte, beendete das Unternehmen das Arbeitsverhältnis mit Julia Bossman. In einer Mitteilung erklärte Delivery Hero, dass es sichergestellt hat und wird „dass potenzielle Interessenkonflikte zwischen allen beteiligten Parteien vermieden werden.“ Daher hat Delivery Hero das Arbeitsverhältnis mit der betroffenen Mitarbeiterin beendet.